# Tejido vascular

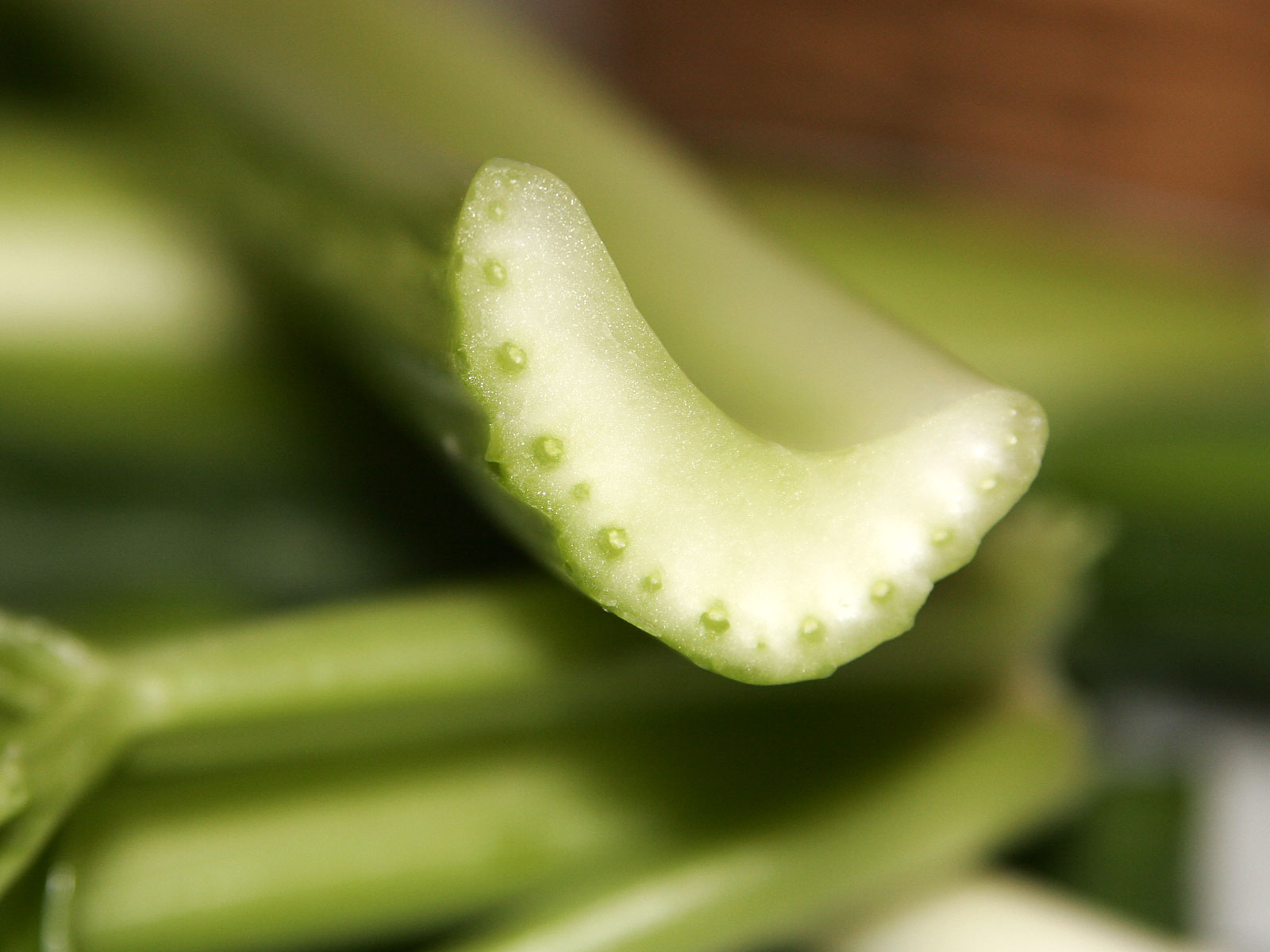
Sección del corte de un tallo de apio, mostrando el tejido vascular, que incluye floema y xilema.

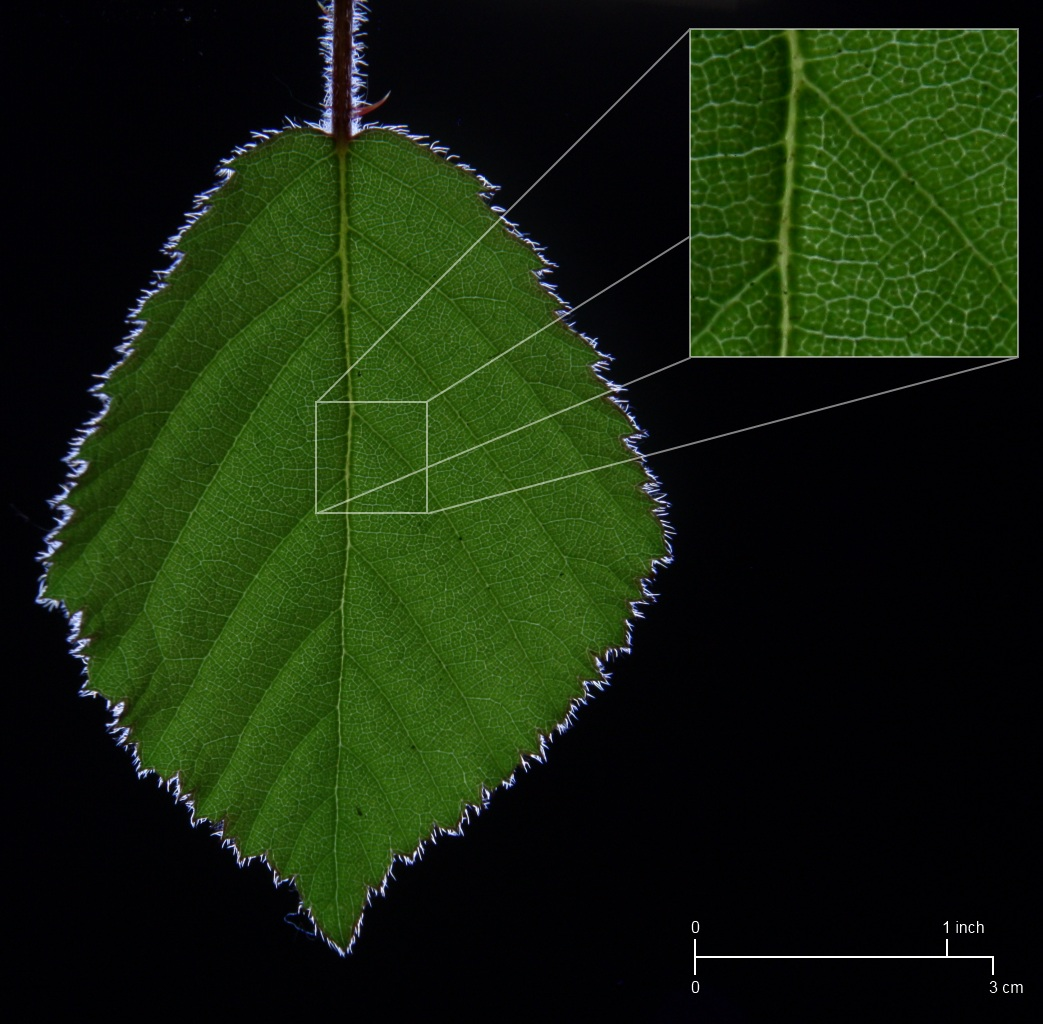
Detalle de la vascularización en una hoja de zarzamora.

El tejido vascular es un tipo de tejido vegetal complejo, formado por varias clases de células y componentes, que se encuentra en las plantas vasculares. Los componentes primarios del tejido vascular son el xilema y el floema. El xilema es una estructura que transporta, a través de la planta, agua y sales minerales disueltas. El floema transporta savia elaborada por las células y por fotosíntesis. También se hallan asociados al tejido vascular dos meristemas: el cámbium vascular y el felógeno. Todos los tejidos vasculares dentro de una planta constituyen el sistema de tejido vascular.
Las células del tejido vascular son usualmente largas y delgadas. Dado que el xilema y el floema actúan en el sistema de transportes de agua, minerales y nutrientes en la planta, no es de extrañar que su forma sea similar a la de caños o tubos. Las células individuales del floema están conectadas entre sí por los extremos, como si fueran secciones de un tubo. A medida que la planta crece, se diferencia en los extremos de crecimiento de la planta. El tejido nuevo se alinea con el tejido vascular existente, manteniendo la conexión a través de la planta.
El tejido vascular se dispone en haces vasculares largos, que incluyen al xilema y floema como así también células de protección y estructura.  En el tallo y las raíces, el xilema se encuentra más hacia el interior del tallo que el floema, que apunta hacia el exterior. En los tallos de dicotiledóneas Asteriidae, puede haber floema también hacia al interior.
Entre el xilema y el floema se halla un meristema denominado cámbium vascular. Este tejido divide a las células de tal modo que se convierten en xilema y floema adicional. Este crecimiento incrementa más el diámetro de la planta que su longitud. Mientras el cámbium vascular produzca células nuevas, la planta continuará creciendo cada vez más firme. En los árboles y otras plantas que desarrollan madera, el cámbium vascular permite la expansión de tejido vascular que produce madera. Debido a que este crecimiento quiebra la epidermis del tallo, las plantas leñosas también poseen felógeno, que se desarrolla a lo largo del floema. Este felógeno da origen a células ensanchadas suberosas que protegen la superficie de la planta y disminuyen la pérdida de agua. Las producciones de madera y de súber son formas de crecimiento secundario.
En las hojas, los haces vasculares están ubicados a lo largo del mesófilo esponjoso. El xilema está orientado hacia la cara adaxial de la hoja (generalmente hacia arriba). Esta es la razón por la cual los áfidos se encuentran en la cara inferior de las hojas, dado que el floema transporta azúcares producidos por la planta y se encuentran más cerca a la superficie superior .

## Estructura del xilema

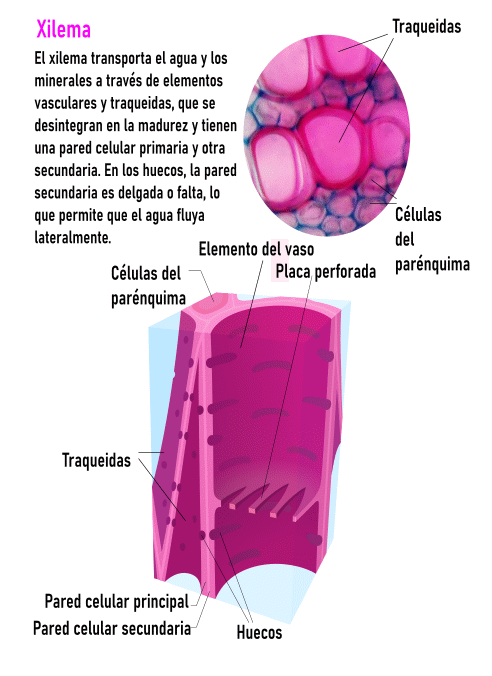
Corte transversal mostrando algunas células del xilema.

Las células más características del xilema son los largos elementos traqueales que transportan el agua. Las traqueidas y los elementos de vasos se distinguen por su forma; los elementos de vaso son más cortos, y están conectados entre sí en tubos largos que se llaman vasos.
El xilema también contiene otros dos tipos de células: parénquima y fibras.
El xilema puede encontrarse:
- en haz vascular, presente en las plantas no leñosas y en las partes no leñosas de las plantas leñosas
- en el xilema secundario, establecido por un meristema llamado cambium vascular en las plantas leñosas
- como parte de una disposición estelar no dividida en haces, como en muchos helechos.

En las fases de transición de las plantas con crecimiento secundario, las dos primeras categorías no son mutuamente excluyentes, aunque normalmente un haz vascular contendrá sólo xilema primario.
El patrón de ramificación exhibido por el xilema sigue la ley de Murray.

### Xilema primario y secundario
El xilema primario se forma durante el crecimiento primario a partir del procambium. Incluye el protoxilema y el metaxilema. El metaxilema se desarrolla después del protoxilema pero antes del xilema secundario. El metaxilema tiene vasos y traqueidas más anchos que el protoxilema.
El xilema secundario se forma durante el crecimiento secundario a partir del cambium vascular. Aunque el xilema secundario también se encuentra en miembros de los grupos de gimnospermas Gnetophyta y Ginkgophyta y en menor medida en miembros de la Cycadophyta, los dos grupos principales en los que se puede encontrar el xilema secundario son:
1. coníferas (Coniferae): hay aproximadamente 600 especies conocidas de coníferas.[8] Todas las especies tienen xilema secundario, cuya estructura es relativamente uniforme en todo este grupo. Muchas coníferas se convierten en árboles altos: el xilema secundario de tales árboles se utiliza y comercializa como madera blanda.
2. angiospermas (Angiospermae): hay aproximadamente 250.000[8] especies conocidas de angiospermas. Dentro de este grupo el xilema secundario es raro en las monocotiledóneas.[9] Muchas angiospermas no monocotiledóneas se convierten en árboles, y el xilema secundario de éstos se utiliza y comercializa como madera dura.

## Estructura del floema

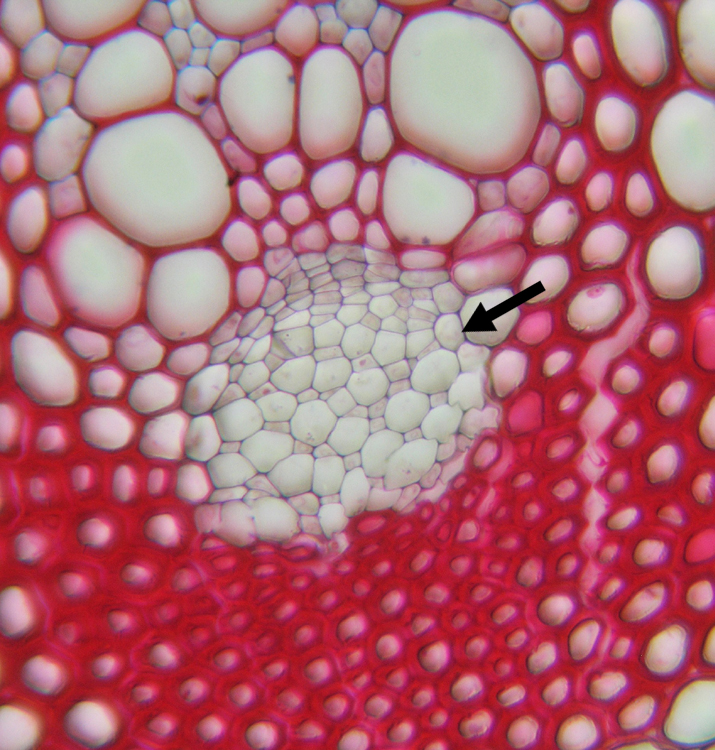
Sección transversal coloreada a través del eje de un brote de una planta monocotiledónea. El floema está marcado con una flecha y está escasamente teñido. En la parte superior está el xilema.

El floema o parte cribosa es la parte de un haz vascular en las plantas vasculares que contiene los elementos cribosos, es decir, el asimilan las células y el parénquima que las acompaña y las células de consolidación. En los árboles, el floema activo a menudo se denomina bast.
Las sustancias más importantes transportadas son azúcares (principalmente sacarosa) y aminoácidos. Son transportados desde los lugares de su producción (fuente, principalmente las hojas, pero también órganos de almacenamiento en la movilización de nutrientes) a los lugares de consumo (sumideros, órganos de almacenamiento, órganos de crecimiento). Los haces vasculares y, por lo tanto, también el floema recorren todos los órganos de las plantas. El transporte ocurre en células especiales dentro del floema: los segmentos del tubo criboso en las plantas con flores, o las células de tamiz en las otras plantas vasculares. Los tubos cribosos forman una unidad funcional con las células compañeras, teniendo lugar el transporte en los tubos cribosos y siendo las células compañeras responsables del metabolismo .
Según su función principal, el floema se divide en tres secciones: el floema se carga en el floema colectivo, principalmente en los pequeños haces vasculares de las hojas fotosintéticamente activas. El transporte a larga distancia ocurre en el floema de transporte. En el floema de entrega, las sustancias transportadas se entregan a las células circundantes.

## Tejidos relacionados

### Sistema meristemático

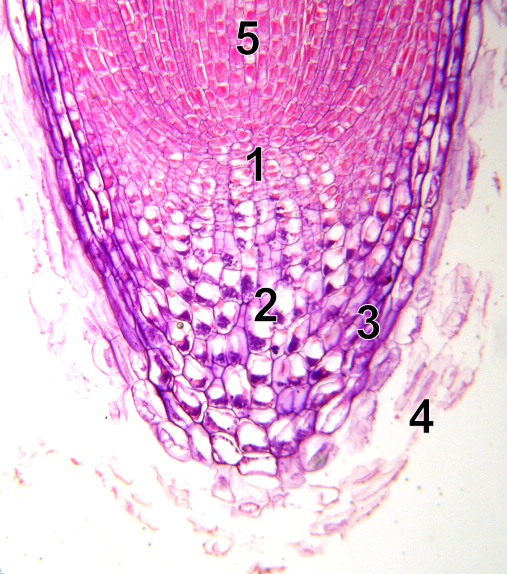
Imagen x100 de un extremo de una raíz con: 1.- meristemas, 2.- columela (estatocitos con estatolitos); 3.- parte lateral de la cofia; 4.- células muertas arrancadas; 5.- zona de elongación.

Tras la formación del embrión, el desarrollo de nuevas células, tejidos y órganos queda casi restringido a zonas localizadas de tejidos embrionarios permanentes, llamadas meristemas. En las plantas, las células meristemáticas son homólogas funcionales de las células madre que dan lugar a todos los tejidos en animales.
Básicamente existen meristemas de dos tipos: primarios (o apicales) y secundarios (o laterales). Los meristemas primarios derivan directamente de células embrionarias y se encuentran en los extremos de los tallos y las raíces; por tanto, son los responsables del crecimiento longitudinal del vegetal. Los meristemas laterales o secundarios tienen la función de hacer crecer el vegetal en grosor y se originan como nuevas formaciones a partir de células adultas que vuelven a adquirir la capacidad de división. Son meristemas secundarios el cambio interfascicular y el cambio suberógeno o felógeno.
Las células que forman este tejido se encuentran en división continua y se caracterizan por tener una pared celular muy delgada y los cloroplastos no diferenciados. En el caso de los meristemas primarios, las células son pequeñas e isodiamétricas, mientras que en los meristemas secundarios son células mayores, alargadas y con grandes vacuolas. En ningún caso existe pared celular secundaria.

### Sistema aislante o de recubrimiento

#### Epidermis

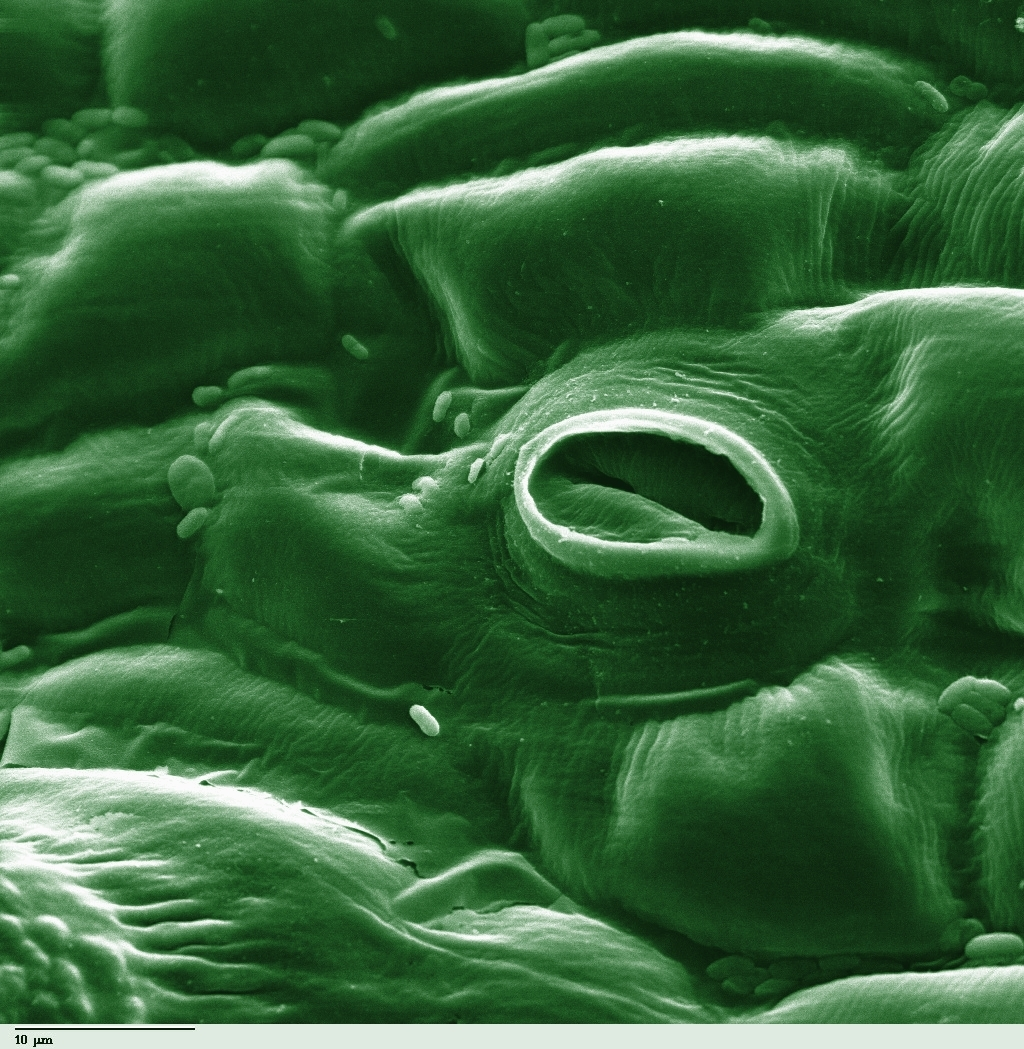
Epidermis y estoma en una hoja de tomatera.

Es la capa de células más externa del vegetal. Por lo general, es un tejido primario constituido por una base de células vivas contiguas recubiertas de una fina cutícula. Suelen presentar las paredes más o menos abultadas por depósitos de estratos secundarios de celulosa que, además, pueden recubrirse de cutina y de ceras. La epidermis desempeña un papel de protección.
En la epidermis existen frecuentemente pares de células reniformes con una abertura central. Estas células son las células oclusivas y la apertura es el ostiolo. El conjunto es el estoma, que sirve para el intercambio gaseoso y para la eliminación del vapor de agua (transpiración). Las células oclusivas se llaman así porque pueden regular la apertura del ostiolo por fenómenos de turgencia según los requerimientos del vegetal. A menudo las células oclusivas están rodeadas por una corona de células anexas, diferenciables del resto de células epidérmicas.
Otras estructuras frecuentes en la epidermis son los pelos o tricomas que pueden ser unicelulares o pluricelulares. Además, los tricomas pueden tener en lo alto una o varias células secretoras y hablamos entonces de tricomas glandulares. En las partes jóvenes de la raíz, encontramos una epidermis algo especial, el rizoderma. Éste no tiene cutícula ni estomas y tiene las paredes externas muy delgadas y provistas de pelos radicales absorbentes.

#### Peridermo
Del conjunto de tejidos secundarios que sustituyen a la epidermis en el tallo y en la raíz se llama peridermo. Así, los tallos y las raíces viejas a menudo las encontramos recubiertas por una capa pluriestratificada de súber o feloma. Ésta está formada por células muertas que no dejan espacios intercelulares y sustituye la epidermis en tallos y raíces con crecimiento secundario. Las células son pequeñas, tabulares, con las paredes celulares impregnadas de suberina, y dispuestas radial y compactadamente. El súber es muy impermeable al agua y a los gases y, por tanto, constituye un buen aislante térmico y evita la penetración de los hongos y parásitos animales. Además, dado que las células son impermeables, todas las células situadas fuera del súber están destinadas a morir. Estas células muertas que caen constituyen el ritidoma de las plantas leñosas, o más simplemente la corteza de los árboles. El peridermo se forma por acción de un meristema secundario, el felógeno o cambium suberógeno, que produce hacia afuera súber y hacia adentro células de parénquima cortical.

#### Endodermo
Se llama endodermo a la capa de un solo estrato de células situada por encima del periciclo y por debajo del parénquima cortical con la función de aislar masas de tejidos internos. Es característica de las raíces, aunque también se presenta en los tallos. Así, en las raíces es ventajoso para el vegetal separar la parte del cilindro central de la corteza: esto lo hace el endodermo, que generalmente está formado por una sola capa de células prismáticas vivas que, a medida que van envejeciendo, presentan unos engrosamientos de suberina en forma de una banda muy característica llamada. En el mismo nivel de estas bandas, las membranas aparecen totalmente soldadas y el citoplasma se mantiene estrechamente unido de forma que obliga el agua absorbida a atravesar el protoplasto de estas células antes de acceder a los vasos conductores.

### Sistema de sostenimiento

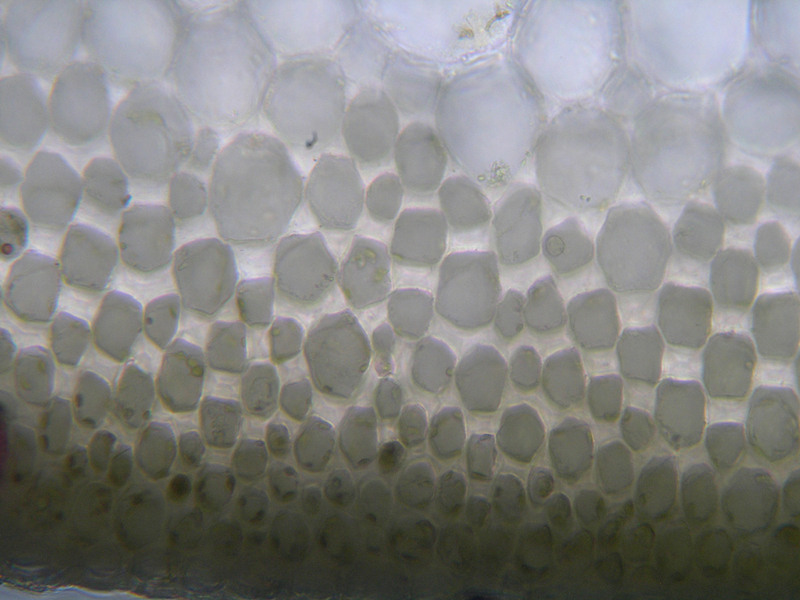
Colénquima angular en un tallo de apio.

La mayoría de las plantas deben su solidez y elasticidad a los tejidos mecánicos que se encuentran esencialmente en las partes aéreas de la planta, como el tallo y la hoja. Se diferencian dos, según sus células sean vivas y engrosadas por celulosa (colénquima) o bien sean células muertas y lignificadas (esclerénquima).
El colénquima es un tejido primario constituido por células vivas con una pared desigualmente abultada con celulosa y pectinas; es propio de los órganos en desarrollo y donde existe crecimiento activo, como por ejemplo sobre la nervadura de las hojas. Las células del colénquima son, a menudo, estrechas y alargadas, muy juntas unas de otras. El colénquima ocupa generalmente posiciones externas y desempeña, sobre todo, un papel mecánico o de sostén.
El esclerénquima es un tejido primario también de sostenimiento y refuerza los tejidos adultos. Las células tienen una membrana abultada y generalmente con lignina; por tanto, mueren pronto. En la esclerénquima se diferencian las fibras (elementos largos) y las células pétreas o esclereidas (elementos más o menos isodiamétricos). El esclerénquima se encuentra generalmente a mayor profundidad que el colénquima.

### Sistema de secreción
En las plantas existen varias células y tejidos cuyo metabolismo está orientado a la producción y separación de varios metabolitos que —a diferencia de las sustancias de reserva— son expelidos fuera del circuito metabólico. Desde el punto de vista morfológico, es necesario diferenciar entre:

#### Células secretoras o idioblastos
Son células más o menos diferenciadas del parénquima fundamental, en las que se encuentran dispersas. Pueden secretar diversas sustancias como aceites, enzimas, mucílagos y sales minerales (sobre todo de calcio) que se pueden encontrar en forma de cristales. Son frecuentes los idioblastos cristalíferos de oxalato de calcio, que pueden ser prismáticos, configurar masas esféricas (llamadas drusas), o agruparse en haces de agujas (rafidios). Existe un tipo especial de idioblasto cristalífero (cistólito) que incluye excrecencias de carbonato cálcico.

#### Tricomas glandulares (o pelos glandulares)
Son estructuras unicelulares o pluricelulares que vierten en el exterior los productos de secreción. Los tricomas glandulares son formaciones exclusivamente epidérmicas. Pueden eliminar sustancias muy variadas como aceites, resinas, mucílagos, néctar, agentes urticantes, etc.
Espacios secretores
Son cavidades (llamadas también bolsas) o canales (llamados también conductos o tubos) secretores que pueden ser formados por esquizogénesis o por lisigénesis.
Los espacios secretores lisígenos (suelen ser cavidades) están formados por un conjunto de células secretoras cuya pared se ha destruido y, en general, suelen ser subepidérmicos. En cambio, los espacios secretores esquizógenos se localizan más bien en zonas internas, suelen formar canales y en el proceso de secreción no existe destrucción celular. Pueden secretar aceites, resinas, gomas, mucílagos y látex, principalmente.